# A Man Called Hoss
A Man Called Hoss è il cinquantatreesimo album di Waylon Jennings, pubblicato dalla MCA Records nell'ottobre del 1987.
Si tratta di un album-concept quasi autobiografico sulle esperienze dell'artista: il disco è suddiviso in dieci capitoli, ognuno dei quali corrisponde ad
un brano musicale. I titoli dei capitoli sono: Childhood - Texas - First Love - Lost Love - Nashville - Crazies - Drugs - Jessi - Reflections - The Beginning.

## Tracce
Lato A
1. Prologue – 3:36 (Waylon Jennings, Roger Murrah)
2. Chapter One - Childhood: Littlefield – 2:11 (Waylon Jennings, Roger Murrah)
3. Chapter Two - Texas: You'll Never Take the Texas out of Me – 2:58 (Waylon Jennings, Roger Murrah)
4. Chapter Three - First Love: You Went Out with Rock and Roll – 2:21 (Waylon Jennings, Roger Murrah)
5. Chapter Four - Lost Love: A Love Song (I Can't Sing Anymore) – 2:39 (Waylon Jennings, Roger Murrah)
6. Chapter Five - Nashville: If Ole Hank Could Only See Us Now – 2:53 (Waylon Jennings, Roger Murrah)

Lato B
1. Chapter Six - Crazies: Rough and Rowdy Days – 2:35 (Waylon Jennings, Roger Murrah)
2. Chapter Seven - Drugs: I'm Living Proof (There's Life After You) – 3:17 (Waylon Jennings, Roger Murrah)
3. Chapter Eight - Jessi: You Deserve the Stars in My Crown – 2:44 (Waylon Jennings, Roger Murrah)
4. Chapter Nine - Reflections: Turn It All Around – 2:24 (Waylon Jennings, Roger Murrah)
5. Chapter Ten - The Beginning: Where Do We Go From Here – 4:51 (Waylon Jennings, Roger Murrah)

## Musicisti
- Waylon Jennings - voce, chitarra elettrica, accompagnamento vocale
- Gary Scruggs - chitarra acustica, chitarra elettrica
- Billy Joe Walker - chitarra acustica
- Reggie Young - chitarra elettrica
- Ralph Mooney - steel guitar
- Mark O'Connor - fiddle, viola
- Jim Horn - sassofono alto, sassofono baritono
- Quitman Dennis - sassofono tenore
- Mike Haynes - tromba
- George Tidwell - tromba
- Dennis Good - trombone
- Matt Rollings - pianoforte, tastiere
- Barry Walsh - pianoforte, tastiere
- John Jarvis - pianoforte, tastiere
- Mike Lawler - sintetizzatore, tastiere
- Steve Schaffer - sintetizzatore synclavier, tastiere
- Jerry Bridges - basso
- Eddie Bayers - batteria
- Larrie London - batteria, percussioni